# Песчанников, Сергей Аркадьевич
Серге́й Арка́дьевич Песча́нников (1892—1935) — участник Белого движения на Юге России, полковник Марковской артиллерийской бригады.

## Биография
Из потомственных дворян. Среднее образование получил в Санкт-Петербургской 9-й (Введенской) гимназии.
В 1913 году окончил Константиновское артиллерийское училище, откуда выпущен был подпоручиком в 16-й мортирный артиллерийский дивизион, с которым и вступил в Первую мировую войну. Произведен в поручики 14 сентября 1915 года «за выслугу лет». За боевые отличия был награждён несколькими орденами, в том числе орденом Св. Анны 4-й степени с надписью «за храбрость». Произведен в штабс-капитаны 16 января 1917 года «за отличия в делах против неприятеля», в капитаны — 25 июля того же года.
В Гражданскую войну участвовал в Белом движении на Юге России. В июне 1918 года вступил  в Добровольческую армию. С 5 ноября 1918 года был назначен старшим офицером 1-й отдельной легкой гаубичной батареи. В августе 1919 года был назначен командиром 8-й батареи Марковской артиллерийской бригады, в каковой должности оставался до эвакуации Крыма. 22 июня 1920 года произведен в подполковники с переименованием в полковники. Награждён орденом Св. Николая Чудотворца.
В эмиграции во Франции. Состоял членом Общества офицеров-артиллеристов. Скоропостижно скончался в 1935 году от приступа уремии в госпитале Неккер в Париже. Похоронен на кладбище Тиэ. Его вдова Мария Петровна скончалась в 1948 году и похоронена на Бийанкурском кладбище.

## Награды
- Орден Святой Анны 4-й ст. с надписью «за храбрость» (ВП 28.02.1915)
- Орден Святого Станислава 3-й ст. с мечами и бантом (ВП 7.05.1915)
- Орден Святой Анны 2-й ст. с мечами (ВП 12.07.1916)
- Высочайшее благоволение «за отличия в делах против неприятеля» (ВП 4.09.1916)
- Орден Святого Станислава 2-й ст. с мечами (ВП 30.09.1916)
- Орден Святителя Николая Чудотворца (Приказ Главнокомандующего № 500, 31 октября 1921)